# Leptocera sajanica
Leptocera sajanica är en tvåvingeart som beskrevs av Papp 1979. Leptocera sajanica ingår i släktet Leptocera och familjen hoppflugor. Inga underarter finns listade i Catalogue of Life.